# Чимнаго (Монца и Бријанца)
Чимнаго је насеље у Италији у округу Монца и Бријанца, региону Ломбардија.
Према процени из 2011. у насељу је живело 689 становника. Насеље се налази на надморској висини од 220 м.